# آخر ديك في مصر (فلم)
آخر ديك في مصر هو فيلم مصري كوميدي مدته 110 دقائق تم عرضه في مصر تاريخ 25 يناير 2017 وفي الإمارات العربية المتحدة تاريخ 2 مارس 2017، الفيلم من بطولة محمد رمضان ومي عمر وهالة صدقي وإنتصار وليلى عز العرب ومن إخراج عمرو عرفة، حقق الفيلم 8,916,769 جنيه مصري إيرادات

## القصة
علاء الديك (محمد رمضان) موظف بنك ينتمي لعائلة عريقة، لكنه يكره النساء منذ الصغر ويتجنب أية معاملات مع نساء عائلته، وعندما يتوجه مع رجال عائلته لرحلة نيلية، يموت جميع رجال العائلة فيما عداه، والآن عليه أن يتحمل المسؤولية الكاملة عن شؤون عائلته التي صارت جميعها من النساء فقط بما أنه قد بات الرجل الوحيد في العائلة.

## بطولة
| اسم الممثل    | الدور                   |
| ------------- | ----------------------- |
| محمد رمضان    | علاء عبد الغفور (الديك) |
| مي عمر        | رانيا محمود             |
| هالة صدقي     | عفاف                    |
| إنتصار        | نوال سمير الديك         |
| ليلى عز العرب | بطة الديك               |
| دينا          | أغاني                   |
| إنجي وجدان    | شيرين                   |
| ملك قورة      | نهى                     |
| سامي مغاوري   | نصير منصور              |
| محمد ثروت     | ثروت                    |
| سليمان عيد    | معاطي                   |
| محمد علي رزق  |                         |
| شيماء سيف     | تريزا                   |
| محمد سلام     | سيكا                    |
| عفاف رشاد     |                         |
| محمد دسوقي    |                         |
| أحمد حلاوة    | مديح                    |
| علاء زينهم    |                         |
| علاء عزت      | دكتور صبري              |

## طاقم العمل
| الشخص                                     | المهمة               |
| ----------------------------------------- | -------------------- |
| أيمن بهجت قمر                             | مؤلف                 |
| عمرو عرفة                                 | مخرج                 |
| فاضل الجارحي                              | مخرج منفذ            |
| وائل درويش                                | تصوير                |
| فارس عبد الكريم                           | مونتاج سينمائي       |
| أحمد سليمان                               | مهندس الصوت          |
| أحمد أبو هشيمة                            | منتج                 |
| محسن بغدادى                               | مشرف عام على الإنتاج |
| الشركة العربية للإنتاج والتوزيع السينمائي | توزيع                |
| ياسمين القاضي                             | ستايلست              |
| رفعت عبد الحكيم                           | منفذ ملابس           |
| تميم                                      | موسيقى               |
| إسلام البنا                               | ديكور                |
| Squids Visual Arts                        | جرافيكس              |